# Уейко
 Тази статия е за града в Тексас, САЩ.  За езерото вижте Уейко (езеро).  
Уейко (на английски: Waco) е град в Тексас, Съединени американски щати (САЩ), административен център на окръг Макленан. Разположен е между югоизточния бряг на езерото Уейко и река Брасос. Населението му е 136 436 души (по приблизителна оценка от 2017 г.).
Градът е основан през 1849 и носи името на индианско племе, обитавало района до началото на 19 век. През 1870 край Уейко е построен висящ мост над река Брасос по проект на Джон Огъстъс Рьоблинг, който по това време е мостът с най-голям отвор (142 m) в САЩ на запад от Мисисипи. Той съществува и днес, като се използва само за пешеходно движение.

## Личности
Родени в Уейко
- Терънс Малик (р. 1943), режисьор
- Стийв Мартин (р. 1945), актьор
- Ашли Симпсън (р. 1984), певица и актриса
- Дженифър Лав Хюит (р. 1979), актриса

Починали в Уейко
- Дейвид Кореш (лидер на сектата „Клонка Давидова“) и десетки негови последователи.